# Биогеронтология

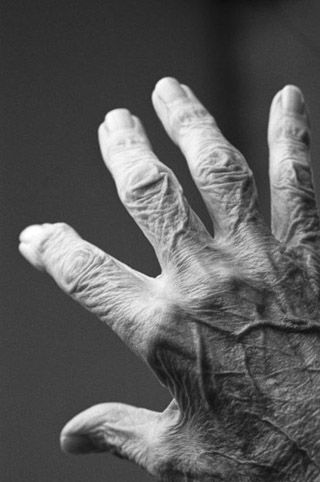
Рука старого человека хорошо демонстрирует внешние признаки старческого состояния организма

Биогеронтология — раздел геронтологии, рассматривающий биологические процессы старения организма, его эволюционное происхождение, и потенциальные пути изменения этого процесса. Этот раздел включает в себя междисциплинарные исследования по причинам биологического старения, проявлениям и механизмам.

## Оценки продолжительности жизни в будущем

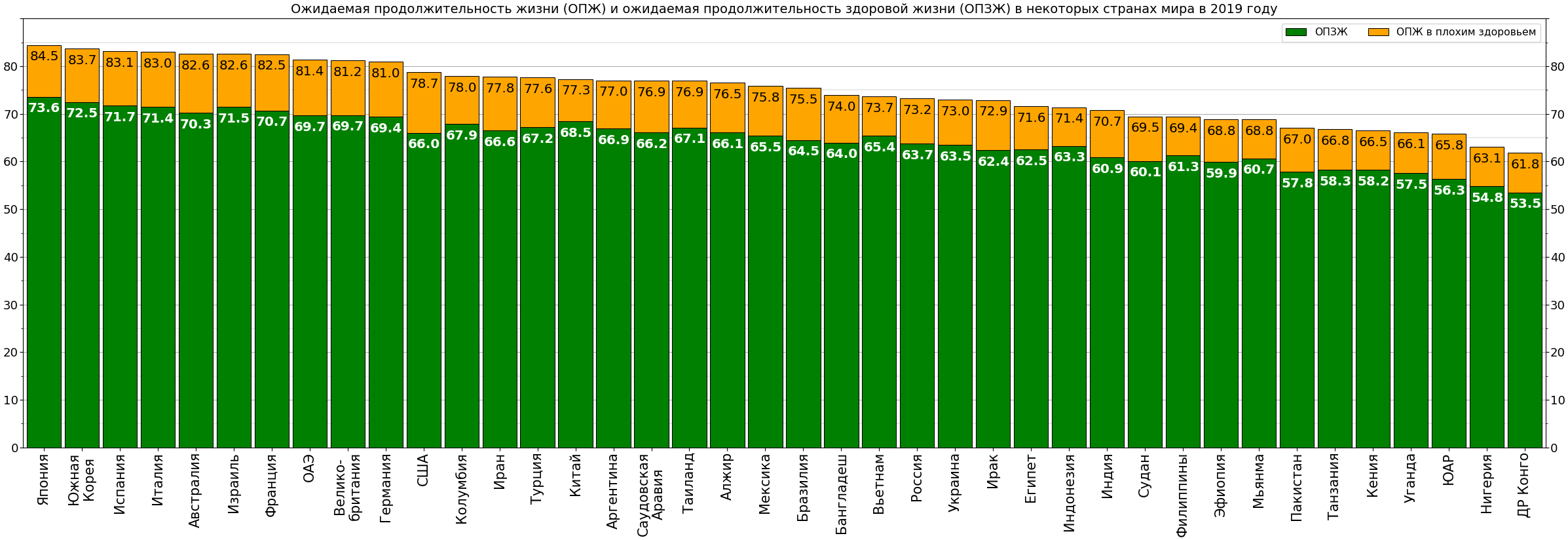
Ожидаемая продолжительность жизни в некоторых странах мира в 2019 году

Биогеронтолог Леонард Хейфлик заявил, что натуральная средняя продолжительность жизни для человека составляет 92 года, и если мы не изобретём новых подходов в лечении старения, то упрёмся в этот потолок. С другой стороны, Джеймс Ваупел предсказывает что в индустриальных странах дети, родившиеся после 2000 года, будут в среднем доживать до 100 лет. Многие опрошенные биогеронтологи предсказывают для детей, рождённых в 2100 году, среднюю продолжительность жизни более трёх веков. И некоторые говорят о возможности жизни, не ограниченной жёсткими временными рамками, уже для нынешнего поколения. К примеру, Обри ди Грей в 2008 году оценил сроки, что имеется 50 % вероятность через 25-30 лет создать технологию, спасающую людей от умирания от старости, все зависимости от возраста, в котором они к этому моменту будут. Это сильно зависит от уровня финансирования и вовлечения специалистов. Его идея заключается в том, чтобы чинить в телах то, что можно починить с помощью уже существующих технологий, позволяя дожить до времени, когда прогресс технологий позволит вылечивать более глубокие повреждения. Эта концепция в переводе на русский язык получила название «скорость убегания от старости» ("longevity escape velocity").
Биомедицинская геронтология, также известная как экспериментальная геронтология и «продление жизни», является одной из дисциплин биогеронтологии и стремится на практике замедлить, остановить и даже повернуть вспять возрастные процессы в организмах, включая организмы людей. Большинство активистов продления жизни верят, что человеческая жизнь может быть увеличена многократно для уже живущих людей.

## Подходы к старению

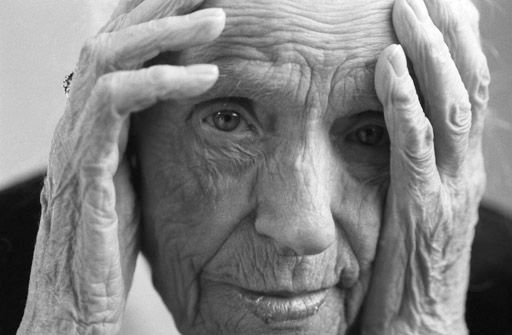
Сморщенное лицо с сухой кожей — стандартный внешний признак старого человека

Биогеронтологи расходятся во мнении, в какой степени нужно заниматься возрастными процессами. Некоторые считают, что следует лишь ограничиться смягчением протекания болезней пожилого возраста. В этом направлении недавно возникло новое поле деятельности, получившее название геронаука (geroscience) — «здоровое долголетие». Оно направлено на изучение связи старости и возрастно-зависимых заболеваний. Главное целью является увеличение продолжительности здоровой жизни (healthspan), чтобы старость проходила в хорошем здоровье и с высоким качеством жизни. Общая продолжительность жизни при этом увеличивается как следствие, но не это является главной целью. Некоторые говорят, что значительно увеличить продолжительность жизни невозможно или не нужно это делать по некоторым моральным соображениям. Другие биогеронтологи, напротив, считают, что старость сама по себе является болезнью и следует воздействовать на неё напрямую, а не на вызываемые ею последствия. Их точка зрения, что если не будет старости как таковой, то и вероятность развития у человека старческо-зависимых болезней минимальна, и те легко излечимы. Они не согласны с тем, что неограниченная определённым возрастом продолжительность жизни связана с моральными проблемами.
В контрасте с биогеронтологией находится другое направление геронтологии — гериатрия. Если биогеронтология стремится предотвращать старческие болезни, оказывая воздействие на ход старение, то гериатрия занимается лечением уже существующих болезней.
Есть множество теорий старения: на одном конце спектра мнения о том, что старость запрограммирована, на другом конце спектра находятся теории, что старческое состояние есть следствие накопления ошибок на разных уровнях организации тела. Многие придерживаются срединного мнения о совместном действии программных и стохастических факторов, усиливающих друг друга. Старение есть комплексный процесс, и быстрее всего обусловлен сразу несколькими одновременно действующими механизмами. Сторонники различных теорий во многом не соглашаются друг с другом, но сходятся в том, что по мере старения функциональные возможности организма уменьшаются.

## Стохастические теории
Стохастические теории старения представляют собой точку зрения, что старение обусловлено мелкими поломками в теле, происходящими с течением времени, которые организм не в состоянии починить и/или скомпенсировать. Эти мелкие поломки с годами постепенно накапливаются, уменьшая функциональные возможности организма. Впервые концепцию накапливаемых в организме повреждений выдвинул зоолог Август Вейсман в теории изнашивания в 1882 году.

### Теории изнашивания
Теории изнашивиная (англ. wear and tear theories) начали предлагаться ещё в 19-м веке. Они строятся вокруг того, что с течением времени структурные единицы тела, такие как клетки и органы, изнашиваются от постоянного использования. Эти изнашивания происходят вследствие внутренних и внешних факторов и в конечном счёте приводят к накоплению повреждений, которые превосходят способности организма к ремонту. Постепенно наступает истощение механического и химического запаса прочности. Некоторые из повреждающих факторов являются химикатами, содержащимися в воздухе, еде, дыме. Другие факторы — вирусы, травмы, свободные радикалы, сшивки, повышенная температура тела.

### Накопления
Накопительные теории (англ. accumulation theories) предполагают, что снижение функционального состояния тела проистекает от накопления мусорных элементов, происходящих от внешних факторов и образующихся в самом организме в ходе метаболических реакций.

### Теория накопления мутаций
Теория накопления мутаций (англ. mutations accumulation theory) — эволюционно-генетическая теория возникновения старения, предложена Питером Медаваром в 1952 году. Эта теория рассматривает старение как побочный продукт естественного отбора. В природе вероятность размножения особи зависит от её возраста, достигая пика у молодых взрослых организмов сразу после наступления половой зрелости, после чего постепенно спадает, поскольку увеличивается вероятность, что особь до этого возраста не доживёт (хищники, болезни, несчастные случаи, накопление внутренних проблем в организме). Если особь от рождения имеет вредную мутацию, проявляющуюся в молодом возрасте, то с повышенной вероятностью такая особь потомства не оставит и мутация в популяции не останется. С другой стороны, если мутация имеет отложенное действие, то имеется высокая вероятность её передачи следующему поколению. Таким образом в популяции тысячелетиями накапливались мутации с отложенными эффектами, формируя то, что мы называем процессом старения. Однако это только гипотеза, не нашедшая подтверждения на примере конкретных генов, — вопрос нуждается в дальнейшем изучении.

### Свободнорадикальная теория старения
Свободные радикалы являются частями молекул, имеющими высокую способность вступать в случайные неконтролируемые химические реакции. Они образуются как побочные продукты в ходе различных внутриклеточных реакций, порой под воздействием внешних факторов. Возникнув, они вступают в случайные неконтролируемые реакции с находящимися поблизости клеточными структурами, серьёзно и часто необратимо их повреждая. Свободнорадикальная теория старения предполагает, что такие повреждения постепенно накапливаются, ухудшая функционирование клетки и предопределяя старение. Идея, что свободные радикалы являются разрушительными внутриклеточными факторами, была предложена Ребекой Гершман и её коллегами в 1945 году, и стала широкоизвестной в 1956, когда Денхам Харман выдвинул свободнорадикальную теорию старения и продемонстрировал, что свободные радикалы усиливают деградацию биологической системы. Самой известной разновидностью свободных радикалов являются активные формы кислорода (АФК, ROS), и особенно сильно от них страдают митохондрии, где они преимущественно и образуются в процессе клеточного дыхания. Количество свободных радикалов в клетке может быть уменьшено с помощью антиоксидантов. Однако сложность такого подхода в том, что некоторые свободные радикалы используются организмом в качестве сигнальных молекул, и чрезмерное общее подавление свободных радикалов приносит организму больше вреда, чем пользы. Некоторое время идея замедления старения с помощью антиоксидантов была очень популярна, но в последнее время повышенные дозы антиоксидантов стали считаться вредными. Сейчас некоторые учёные пытаются придумать и воплотить способы локального подавления свободных радикалов только в определённых частях клеток. Эффективность такого подхода является неясной, исследования продолжаются.

### Теории повреждения ДНК
Повреждения ДНК являются одной из основных причин болезней, связанных с возрастом. Стабильность генома определяется эффективностью внутриклеточных ремонтных механизмов, изначальным запасом прочности и надёжностью систем внутриклеточного контроля. В 1958 году физик Джоаккино Фаилла (Gioacchino Failla) выдвинул гипотезу, что старение вызвано накоплением повреждений в ДНК. Эта гипотеза вскоре была развита физиком Лео Силардом. Теория с годами претерпевала изменения по мере того, как открывались новые виды ДНК-повреждений и мутаций, и сейчас существует несколько её разновидностей, одни из которых основываются на накоплении мутаций, а другие считают мутации второстепенным фактором.

### Теория сшивок
Теория сшивок (англ. cross-linking theory) строится на том, что причиной старения является накопление в тканях конечных продуктов гликирования (КПГ, AGEs, устойчивое прикрепление частей молекул углеводов к молекулам белков и липидов), и других видов сшивок. Такие сшивки ухудшают качество биологического функционирования исходных молекул, что имеет различные негативные последствия для организма, такие как затвердевание соединительной ткани, увеличение сердца и тому подобное. Сшивки ДНК приводят к ошибкам в процессе её репликации, одним из последствий этого является увеличение риска возникновения рака.

## Генетика
Генетические теории старения предполагают, что старение запрограммировано в генах. В соответствии с этими теориями, гены диктуют продолжительность жизни клетки. Регулируемая гибель клетки (апоптоз) определяется «клеточными часами» через генетическую информацию внутри ядра клетки. Учёные уже знают некоторые гены, включающие механизм апоптоза в клетках, но гибель клетки не то же самое, что смерть или старение всего организма. Увеличение количества гибели клеток коррелирует с возрастом, но корреляция не означает причину. Внешние факторы и генетические мутации могут влиять на экспрессию генов и ускорять старение.
В последнее время много внимания уделяется эпигенетике, которая является важным механизмом регуляции экспрессии генов. Эпигенетические часы, которые относительно объективно измеряют биологический возраст клеток, являются полезным инструментом для тестирования различных подходов справиться со старением. Большую известность получили так называемые эпигенетические часы Хорвата, но сейчас уже появились и более точные аналоги.

## Общая разбалансировка
Теории общей разбалансировки (англ. general imbalance theories) предполагают, что системы организма, такие как эндокринная, нервная и иммунная, постепенно утрачивают функциональные способности и в конечном счёте отказывают. Разные системы снижают свой функционал с разной скоростью.

### Иммунологическая теория
Иммунологическая теория (англ. immunological theory) говорит о том, что иммунная система постепенно ослабляется. Это снижает способность организма справляться с инфекциями, уничтожать старые и неправильно функционирующие клетки, в том числе раковые. Это ведёт к общему старению организма и, в конечном счёте, к смерти. Данная теория была предложена Роем Уолфордом в 1969 году.